# Фіолент
44°29′55″ пн. ш. 33°29′20″ сх. д. / 44.49861° пн. ш. 33.48889° сх. д.

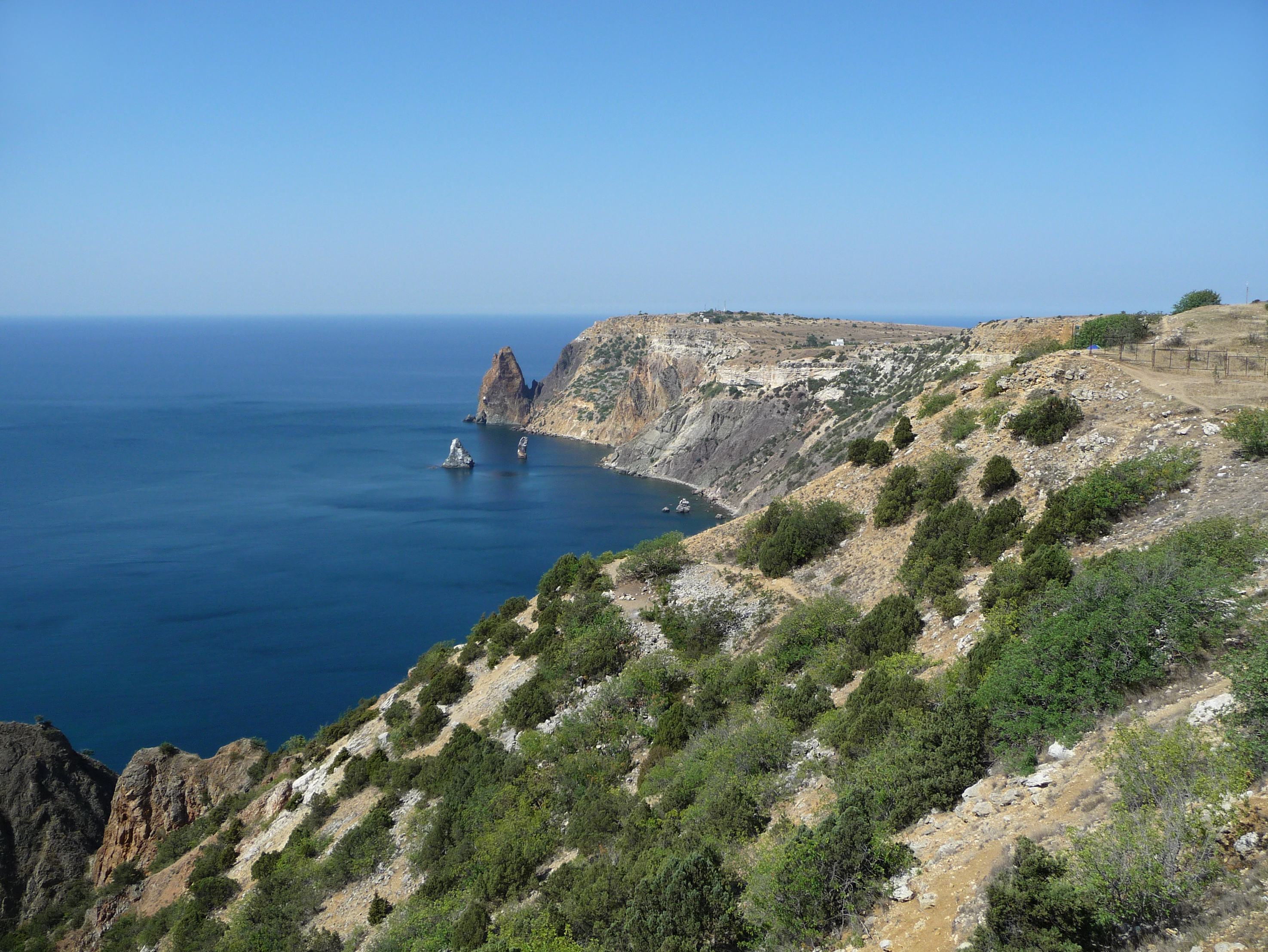
Краєвиди на ріг Фіолент

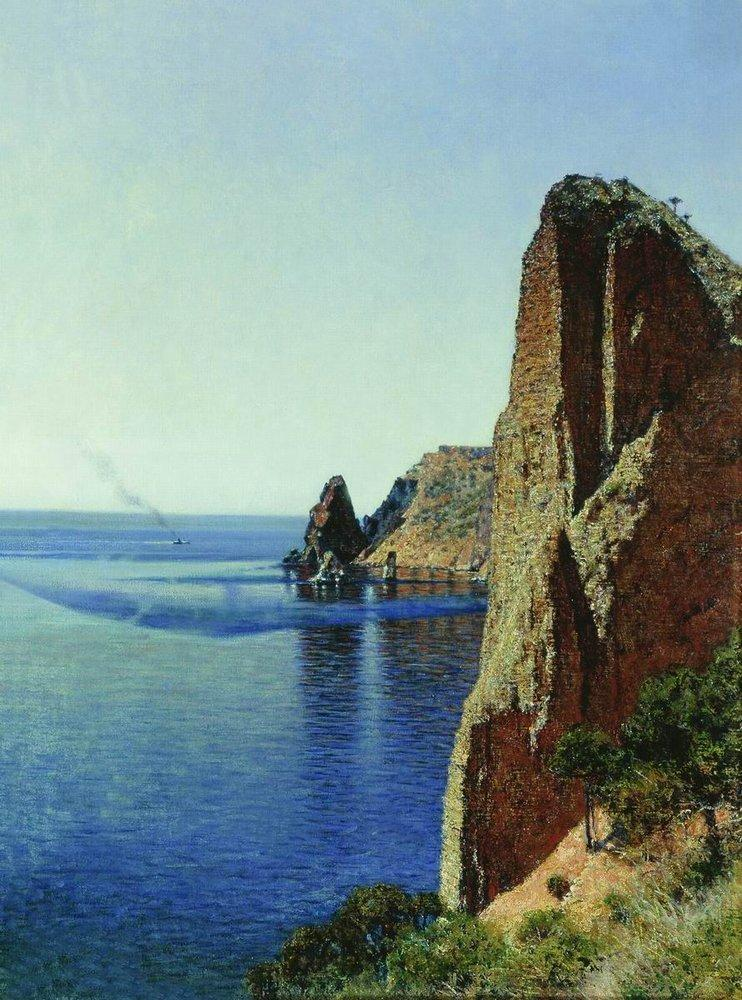
Верещагін В. В., «Мис Фіолент поблизу Севастополя», 1897 рік

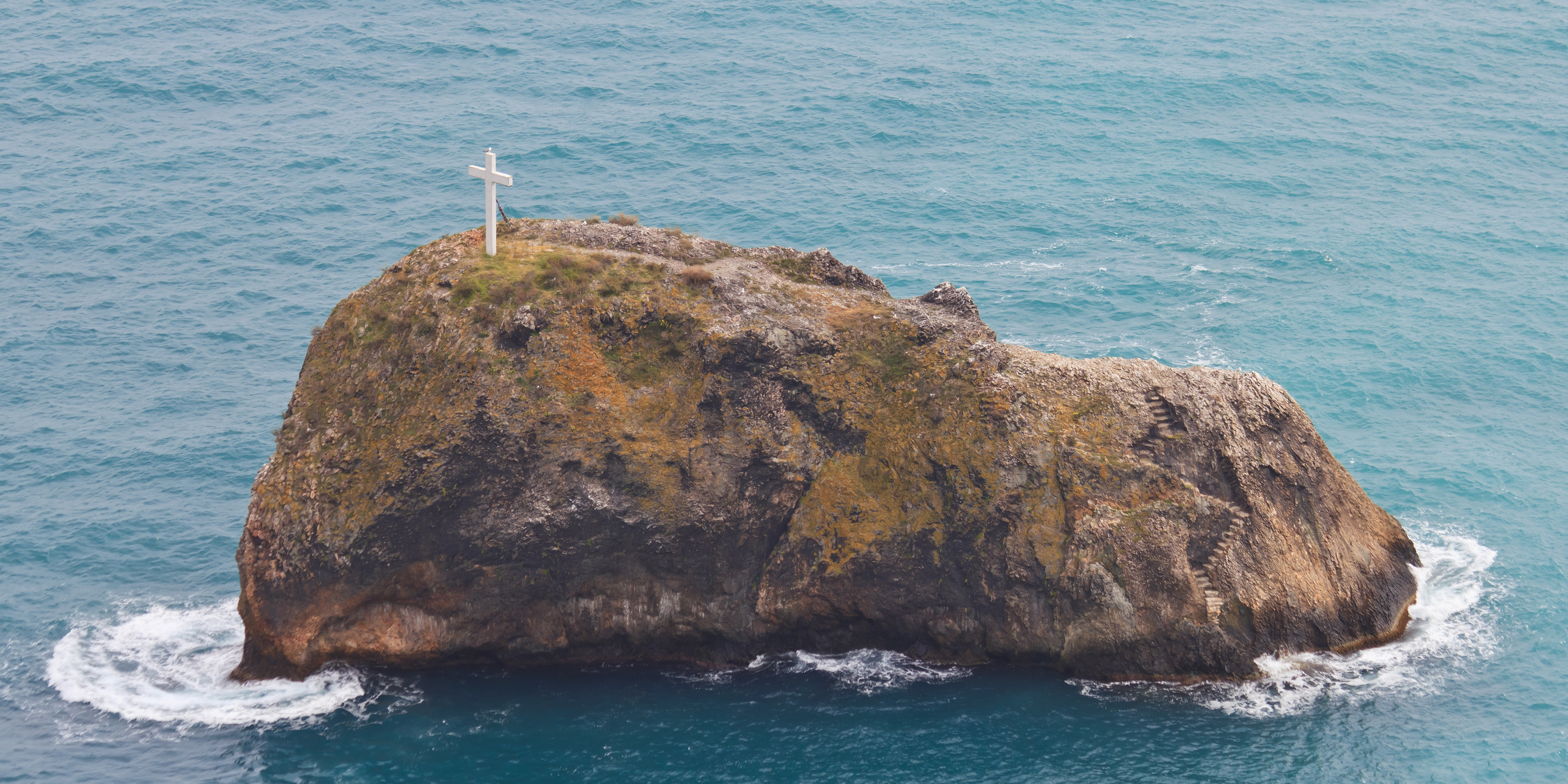
Скеля святого Явлення

Фєлє́нк-Буру́н або Фіоле́нт (крим. Felenk Burun; лат. Parthenium — «святий мис») — мис на Гераклейському півострові в південно-західній частині Криму. Західний край Зовнішнього пасма Кримських гір. Пам'ятка природи місцевого значення з 1969 року.
З 7 вересня 2023 належить Бахчисарайському району Автономної Республіки Крим.
Мис складений гірськими породами вулканічного походження, залишками вивержень стародавнього вулкана, що діяв тут 150 млн років тому. По обидва боки від мису на берегових урвищах видно потоки лави і пласти туфів. Древній вулкан суттєво зруйнований морем, зверху його вкривають вапняки, але є і вкраплення мінералів (яшма, сердолік, халцедон та інші), завдяки яким отримав свою назву Яшмовий пляж на схід від мису.
За переказами, саме на мисі Фіолент ступив на кримську землю апостол Андрій Первозваний, який прибув сюди для проповіді Євангелія.

## Назва
Крім назви Фіолент мис був також відомий під іменами Партеніум, Феленк-Бурун, Манастир-Бурун, мис святого Георгія.
Найдавніша назва мису — Партеніум (або мис Діви) грецького походження і пов'язане з давньогрецьким міфом про Іфігенію, яка була віднесена сюди Артемідою, щоб стати жрицею в храмі Діви. Цей міф використовували поети і письменники Евріпід, Есхіл, Йоганн Гете, Олександр Пушкін, Леся Українка, композитор Крістоф Ґлюк, художники Іван Айвазовський і Валентин Сєров.
Фіолент також називали мисом святого Георгія, бо за переказами святий з'явився потерпілим від бурі грецьким морякам на скелі Святого Явлення біля мису. Моряки що вижили у 891 році заснували на скелях на схід від мису Свято-Георгіївський монастир. Святому мис зобов'язаний ще однією своєю назвою — Манастир-Бурун (крим. manastır — монастир, крим. burun — мис).
Назва Фіолент (Фелент, Феолент) вперше з'являється на картах Новоросії в 1807 році. Існує кілька версій походження сучасної назви. Згідно з першою з них «Фіолент» — це грецький вираз «Божа країна». Згідно з іншою, назва походить з часів панування генуезців і походить від італ. violente — «несамовитий» (біля мису часті морські шторми). Ще одна етимологія виводить назву від тур. felenk (скат для спуску суден на воду). Російський історик, кримський краєзнавець Олександр Бертьє-Делагард вважав, що назву можна перекласти з турецького як «Тигровий мис», бо на скелястому березі чергуються смуги жовтуватого вапняку і темного трахіта, що нагадує тигрову шкуру.
Жителі Севастополя називають Фіолентом не тільки сам мис, а й місцевість — ділянку узбережжя завдовжки близько 10 км, в значній мірі забудовану дачами й котеджами.

## Флора та фауна
Рослинність представлена заростями ялівця (Juniperus), маквісу з клематісів (Clematis), плюща (Hedera). На мисі Фіолент проростає чотири з п'яти видів кримських ялівців — колючий, козацький деревоподібний і ялівець високий (Juniperus excelsa), що занесений до Червоної книги України. Зустрічаються кримський кизильник (Cotoneaster tauricus). «Королевою» Фіолента вважається фісташка туполиста. Це дуже давнє реліктове дерево, легко переносить посуху, спеку, морози. Коріння у фісташки особливі, вони мають кілька ярусів і йдуть в сторону на 30-40 метрів, а вертикальні доходять до глибини 12-15 м.
З рідких тварин зустрічаються гекон кримський (Gymnodactylus kotschyi danilewskii), жовтопузик (Coluber jugularis) та капустянка кримська (Gryllotalpa tauricus).
1996 року був створений заказник площею 31,7 га — «Мис Фіолент», пам'ятка природи місцевого значення.